# Corylophus cassidoides
Corylophus cassidoides är en skalbaggsart som först beskrevs av Thomas Marsham 1802.  Corylophus cassidoides ingår i släktet Corylophus, och familjen punktbaggar. Arten är reproducerande i Sverige.